# Conseil des XIII
Le Conseil des Treize était l'un des trois conseils qui gouvernaient l'ancienne République de Strasbourg.
Ce conseil, composé de douze membres et présidé par l'ammestre, était responsable des affaires étrangères et militaires.

## Histoire
Lorsque Strasbourg obtint son autonomie à l'égard du pouvoir épiscopal, au XIIIe siècle, la ville mit en place un certain nombre d'institutions qui répartissaient le pouvoir entre : 
- Un ammestre bourgeois, élu pour une année ;
- Quatre stettmestres nobles, élus pour deux ans et régents pendant un trimestre ;
- Trois conseils :
  - le Conseil des XIII
  - le Conseil des XV
  - le Conseil des XXI
- Vingt corporations de métiers.

Cette autonomie de la ville, qui lui permettait de se gouverner, resta préservée jusqu'au XVIIe siècle, lors de la prise progressive de pouvoir en Alsace par l'administration royale, sous le règne de Louis XIV.